# Товарищество Фряновской мануфактуры
Товарищество Фряновской мануфактуры (также Фряновская прядильно-ткацкая мануфактура) — прядильно-ткацкое предприятие в с. Фряново Богородского уезда Московской губернии Российской империи.

## История

Василий Иванович Залогин

В 1818 году крепостной Василий Иванович Залогин (1784 — ок. 1842), происходивший из крестьян деревни Следово Богородского уезда, выкупил себя на волю и со временем завёл шёлкоткацкую фабрику.
В 1834 году вступил в первую купеческую гильдию.
К 1843 году он был уже успешным фабрикантом, управляя крупным производством насчитывавшем 300 ткацких жаккардовых станков, на которых 395 рабочих производили платки, бархат, узорчатые материи и другую ткань.
К 1847 году в дело вошли его сыновья — Михаил (1822—1876), Константин (ок. 1831—?) и Василий (1831—1882), которые вместе с несколькими текстильными фабрикантами в начале этого же года учредили «Закавказское первоначальное депо и магазин мануфактурных товаров» в Тифлисе, целью которого было снабжение Закавказья текстильными товарами русских и иностранных фабрик.
Помимо братьев Залогиных в состав учредителей вошли: основатель Троицко-Александровской мануфактуры в Карабаново — Иван Фёдорович Баранов, владелец ситцевой мануфактуры в Иваново-Вознесенске — Яков Петрович Гарелин, владельцы шерстяной фабрики в Преображенском под Москвой мануфактур-советники братья — Ефим Фёдорович (1805—1859) и Иван Фёдорович Гучковы, а также основатель суконной фабрики в селе Городищи на Клязьме — Иван Васильевич Четвериков-Большой.
Но в середине 1850 года депо было закрыто по просьбе Тифлисского торгового сословия, ссылавшегося на ущемление интересов местных товаропроизводителей.
Дело Залогиных развивалось, и в 1857 году братья купили во Фрянове у купцов Павла и Гаврилы Семёновичей Ефимовых их усадьбу и шёлкоткацкую фабрику. А в 1858 году купец 1-й гильдии Иван Васильевич Залогин (ок. 1817 — ?), который был старшим братом Михаила, Константина и Василия, вместе с ними учредил акционерное общество «Компания Российской шелкопрядильной мануфактуры». В акционерное общество вошли известные люди того времени: фабрикант Николай Иванович Каулин, в 1853 году основавший Рождественскую бумагопрядильную мануфактуру под Тверью; меценат Павел Михайлович Третьяков, основатель Третьяковской галереи, вместе со своим братом Сергеем Михайловичем Третьяковым; Иван Артемьевич Лямин в 1858 году купивший у Н. И. Каулина прядильно-ткацкую Покровскую мануфактуру в Яхроме; коммерции-советник, учредитель Товарищества Костромской большой льняной мануфактуры Владимир Дмитриевич Коншин; почетный гражданин Федор Евграфович Латышев (сын московского купца Евграфа Федоровича Латышева); купец Алексей Алексеевич Медынцев (сын московского купца Алексея Семеновича Медынцева). Устав общества был утвержден 2 мая 1858 года, его капитал, составлявший 500 000 рублей был разделен на 500 акций по 1000 рублей.
Но новое акционерное общество просуществовало недолго, так как шелкоткачество в Российской империи стало приходить в упадок. Одновременно братья Залогины стали вынашивать план перепрофилирования части шёлкоткацкого производства на шерстопрядение, и для создания Фряновской шерстопрядильной мануфактуры Зони основали товарищество на паях, устав которого был утвержден 4 сентября 1859 года императором Александром II. Первоначальный капитал Товарищества составил 300 тысяч рублей разделенных на 60 паёв по 5000 рублей каждый. Его учредителями выступили московские купцы 1-й гильдии Иван Васильевич Залогин и Николай Иванович Каулин; купцы 2-й гильдии — братья Михаил, Константин и Василий Залогины; ярославский купец Иван Михайлович Воронин и московский купец Фёдор Никитич Самойлов. Уже через два года предприятие представило свои произведения на Санкт-Петербургской выставке русской мануфактурной промышленности 1861 года. В 1864 году при Фряновском шёлкоткацком производстве было открыто новое направление деятельности, связанное с выработкой хлопчато-бумажной пряжи.
Дальнейшее развитие предприятие связано с Василием Васильевичем Залогиным, который в 1871 году возобновил деятельность «Товарищества Фряновской шерстопрядильной мануфактуры». Он вынес хлопчатобумажное производство на новые площади в низине реки Киленки. В 1882 году продукция Фряновской фабрики была представлена на Всероссийской художественно-промышленной выставке в Москве. К этому времени на фабрике имелось 13 000 веретен, количество рабочих достигало 400 человек. 19 февраля 1892 года на новой фабрике в лучился пожар, но на полученную страховку на прежнем месте было возведено новое кирпичное главное трехэтажное здание фабрики и прочие корпуса. В 1892 году правление Товарищества находилось в Рогожской части Москвы в приходе церкви Воскресения на Таганке — на Воронцовской улице в собственном доме Залогиных. В 1896 году шерстяная гребенная пряжа, мериносовая и люстровая производства Фряновской фабрики имели успех на Всероссийской промышленной и художественной выставке 1896 года в Нижнем Новгороде. К началу XX века фабрика Залогиных стала одним из крупнейших шерстопрядильных производств в Российской империи.

Фряновская шерстопрядильная мануфактура на дореволюционной открытке

В начале 1900-х годов на главные позиции в руководстве фабрикой Товарищества Фряновской шерстопрядильной мануфактуры вышли сыновья Василия Васильевича — Георгий Васильевич (1864—1932) и Сергей Васильевич Залогин (1866—1943). Интересно, что в 1900 году дочь Михаила Васильевича Залогина — Анна Михайловна Капцова, вдова московского 1-й гильдии купца Александра Сергеевича Капцова, купила Фрязинскую шёлкоткацкую фабрику Кондрашевых. После 1905 года руководство фабрикой перешло к старшему сыну Капцовой — Николаю Александровичу Капцову.

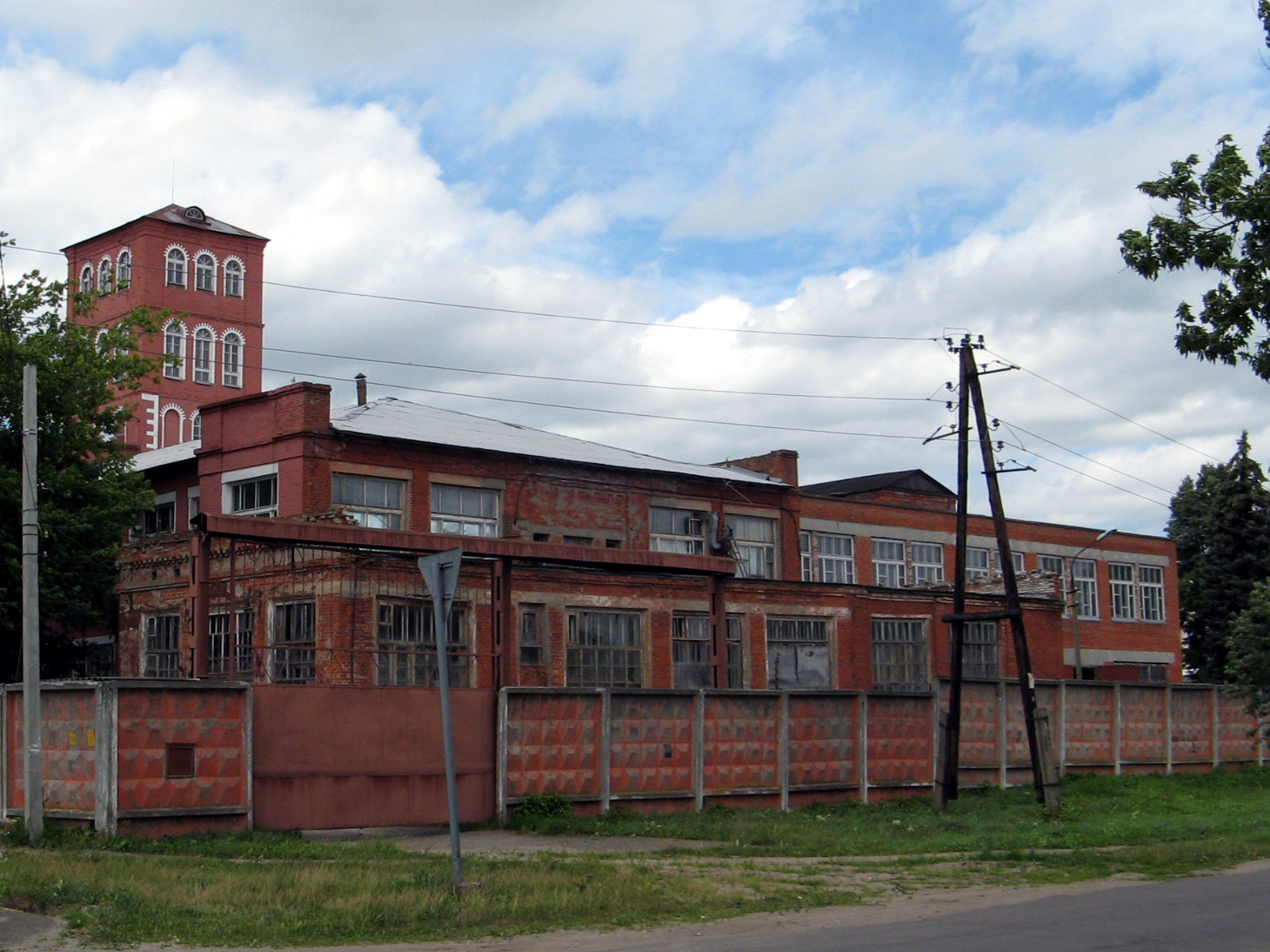
Фряновская фабрика, 2007 год

В 1908 году Товарищество получило чистой прибыли на 658 тысяч рублей. В этом году на фабрике трудилось 750 человек, к 1912 году их количество выросло до 1000, а в 1913 году на фабрике работало уже около 1300 рабочих; имелось более 15 тысяч прядильных и 2 тысячи крутильных веретён. В 1914 году чистая прибыль предприятия составила 907 тысяч рублей, в 1916 году — 1,1 млн рублей. После Октябрьской революции, с ноября 1917 по октябрь 1918 года фабрика работу не останавливала. В 1918 году по распоряжению Президиума ВСНХ Фряновская мануфактура была национализирована. Фабрике было присвоено название Фряновской интернациональной шерстопрядильной фабрики Камвольного треста, позднее — фабрика «Интернациональная». К 1965 году Фряновская фабрика стала одним из крупнейших камвольно-прядильных предприятий СССР.